# Lispe microchaeta
Lispe microchaeta este o specie de muște din genul Lispe, familia Muscidae. A fost descrisă pentru prima dată de Seguy în anul 1940. Conform Catalogue of Life specia Lispe microchaeta nu are subspecii cunoscute.